# Гамченко, Евгений Спиридонович
Евге́ний Спиридо́нович Га́мченко (27 июля (8 августа) 1874, Житомир — 24 мая 1931, Киев) — русский офицер, полковник Генерального штаба Русской императорской армии (1916), генерал-майор армии Российской республики (1917), генеральный хорунжий армии Украинской державы (1918), участник Первой мировой и гражданской войн.

## Биография
Из потомственных дворян Волынской губернии, русский (большинство украинцев-дворян считало себя русскими). Православного вероисповедания.
Родился в Житомире, сын отставного майора. Общее образование получил в Житомирской классической гимназии. Был женат, в браке родилось двое детей.
Его старшие братья — Сергей (1860—1932), Иван (род. 1864), Дмитрий (род. 1866), Александр (род. 1870) — были офицерами Русской императорской армии (Иван и Дмитрий в 1918 году служили в армии Украинской державы).

### Служба в Русской императорской армии
В 1895 году подлежал призыву на действительную военную службу. В службу вступил добровольно, 25 июня 1895 года, в Житомире, в 125-й пехотный Курский полк вольноопределяющимся и в том же году был командирован на Военно-училищные курсы Киевского пехотного юнкерского училища (1-го Киевского Константиновского). По окончании учёбы, в августе 1897 года был произведен в подпоручики, с переводом в 38-ю артиллерийскую бригаду, расквартированную в Пружанах, Гродненской губернии.
В августе 1900 года был произведен в поручики; в марте 1902 года переведен в 5-ю артиллерийскую бригаду (в Житомире).
В августе 1904 года произведен в штабс-капитаны. В том же году, после соответствующих экзаменов, был принят в младший класс Николаевской академии Генерального штаба (Санкт-Петербург). По окончании к маю 1907 года двух классов Академии по 1-му разряду и дополнительного курса успешно, был произведен в капитаны, причислен к Генеральному штабу и с 10.10.1907 по 31.10.1909, в Киеве, в прикомандировании к 41-му Селенгинскому пехотному полку, проходил цензовое командование ротой.
В ноябре 1909 года причисленный к Генеральному штабу капитан Гамченко был переведен в Генеральный штаб, с назначением на должность старшего адъютанта штаба 7-й Восточно-Сибирской стрелковой дивизии (в Иркутске). В марте 1912 года он был назначен обер-офицером для поручений при штабе Иркутского военного округа, в декабре того же года — исправляющим должность старшего адъютанта штаба Иркутского военного округа. В декабре 1913 года произведен в Генерального штаба подполковники, с утверждением в занимаемой должности.
Участник Первой мировой войны. В январе 1915 года был назначен старшим адъютантом штаба Гродненской крепости, в апреле того же года — исправляющим должность начальника штаба 29-й пехотной дивизии.
В апреле 1916 года произведен в Генерального штаба полковники; в декабре 1916 года назначен командиром 115-го пехотного Вяземского генерала Несветаева полка 29-й пехотной дивизии.
В августе 1917 года отчислен от должности командира полка, с назначением в резерв чинов при штабе Минского военного округа и с зачислением по армейской пехоте.
19 октября 1917 года был назначен начальником штаба 27-й пехотной дивизии; 21 ноября 1917 года произведен в генерал-майоры.
В марте 1918 года, лишённый чина, званий, орденов, уволенный из упразднённой революционным правительством Советской России «старой» Русской армии бывший русский генерал Гамченко прибыл на Украину, занятую германскими войсками.

### Служба в украинской армии
15 апреля 1918 года Гамченко вступил в армию Украинской державы и в июне того же года был назначен начальником штаба Отдельной Сердюкской дивизии. 30 сентября 1918 года утверждён в чине генерального хорунжего, с зачислением по украинскому Генеральному штабу.
В ноябре 1918 года, после свержения гетмана Скоропадского и прихода к власти Директории УНР, был отстранён от должности, уволен с армии и в составе большой группы военных, не поддержавших антигетманское восстание, депортирован в Германию.
До июля 1920 года находился в лагерях для интернированных лиц в Германии. По другим сведениям, в 1919 году Евгений Гамченко вступил в Вооружённые силы Юга России, в составе которых воевал против «красных». В январе 1920 года был эвакуирован из Новороссийска на судне «Ганновер» (как и его брат Иван); в мае прибыл в Югославию, оттуда к июлю 1920 года перебрался в Польшу (не исключена путаница биографий братьев Гамченко).
В июле 1920 года Евгений Гамченко в чине генерал-хорунжего вступил в восстановленную армию УНР, союзную Войску Польскому. С 24.07.1920 — начальник штаба сначала 5-й Херсонской стрелковой дивизии, затем (с 18.09.1920) — 2-й Волынской стрелковой дивизии. Участник Советско-польской войны на стороне поляков в составе армии УНР. 
По окончании военных действий, в декабре 1920 года, избежав интернирования в польских лагерях, Гамченко выехал в Чехословакию, затем в Германию (начальство армии УНР, интернированной в польских лагерях, расценило этот поступок как дезертирство).

### В СССР
После объявления советским правительством амнистии военным, воевавшим с Красной армией, в марте 1923 года Евгений Гамченко, обратившись в посольство, получил советское гражданство и прибыл в СССР.
С 1 мая 1923 года преподавал в 9-й Иркутской пехотной школе, потом в 10-й Сумской пехотной школе, с 1924 года в Киевской объединённой военной школе имени С. С. Каменева. С 1927 года — военрук Киевского медицинского института.
12 января 1931 года Евгений Спиридонович Гамченко был арестован по делу «Весна», а в ночь с 22 на 23 мая того же года приговорён к высшей мере наказания и 24 мая 1931 года расстрелян в Киеве. Похоронен в общей могиле на Лукьяновском кладбище в Киеве.

## Награды
- Орден Святого Станислава 3-й степени (06.12.1910; ВП от 01.06.1911)
- Медаль «В память 300-летия царствования Дома Романовых» (1913)
- Орден Святой Анны 3-й степени (ВП от 06.12.1913)
- Орден Святого Станислава 2-й степени (14.05.1915;  утв. ВП от 03.08.1916)
- Орден Святой Анны 2-й степени с мечами (утв. ВП от 02.12.1916)
- Орден Святого Владимира 4-й степени с мечами и бантом (утв. ВП от 29.01.1917)

## Память
- В 2016 году в Житомире переулок имени Островского (2-й) был переименован в «улицу имени Семьи Гамченко».